# Monasterio de San Esteban (Ribas del Sil)
El monasterio de San Esteban de Ribas del Sil (en gallego Mosteiro de Santo Estevo de Ribas de Sil) es un conjunto monasterial católico ya en desuso, ubicado en la parroquia del mismo nombre del municipio orensano de Nogueira de Ramuín, en la comarca de la Ribeira Sacra en Galicia, España. En la actualidad está convertido en Parador de Turismo. Fue declarado Monumento nacional en 1923 y Bien de Interés Cultural en 1985.
El monasterio hunde sus orígenes en la Edad Media, como los otros monasterios que existen en la comarca de Ribeira Sacra y Tierra de Lemos (la orilla derecha del Sil, ya en la provincia de Lugo), el origen de este monasterio es eremítico y anterior al siglo X. En el siglo XII se convierte en el principal monasterio de la región, llegando a ser uno de los más notables de Galicia hasta su abandono debido a la exclaustración en 1875. Tras un periodo de abandono, a finales del siglo XX fue recuperado, siendo habilitado para uso turístico en 2004. Estuvo ocupado por la Orden de San Benito.
San Esteban de Ribas del Sil, guarda importantes elementos arquitectónicos, como el claustro románico llamado "de los Obispos" y la iglesia del mismo estilo. Tiene dos claustros más, el de los Caballeros o Claustro Grande y el del Vivero, ambos de estilo renacentista.
El monasterio, tuvo asociado otros monasterios menores y diferentes propiedades por toda la comarca. Cogió fama entre los creyentes por las reliquias que guardaba, entre las cuales destacaron los nueve anillos milagrosos de los obispos que entre el siglo X y XI fueron a terminar sus vida allí, recibiendo sepultura en el claustro de los Obispo, de donde toma el nombre, y luego en los relicarios de la iglesia. Los nueve anillos, a los que se le otorga propiedades curativas, desaparecieron entre el siglo XVIII y XIX, llegando a contemplar su historia como leyenda. A finales del año 2020, en el transcurso de las trabajos de restauración del altar mayor de la iglesia, aparecieron cuatro de ellos dentro de uno de los relicarios que contiene los restos de cuatro de los obispos, junto a una nota que indicaba que eran los cuatro que quedaban de los nueve existentes.
El monasterio tenía fuera del complejo monacal varios edificios por diferentes lugares de la zona, en la propia aldea de Santo Estevo estaba la casa del médico, así como un complejo panadero que se ubicaba en un bosque vecino. Era propietario de molinos y secadeiros de castañas (instalaciones destinadas a secar castañas), viñas, panaderías y bodegas. Normalmente los edificios dependientes del monasterio de San Esteban de Ribas de Sil ostentaban el escudo del mismo en el que figuran las nueve mitras de los obispos.

## Ubicación
El monasterio se encuentra situado en la orilla izquierda, la meridional, del río Sil, en pleno cañón del mismo, en la parroquia de San Esteban de Ribas del Sil, del municipio de Nogueira de Ramuín en la provincia de Orense en Galicia (España), el la comarca Ribeira Sacra.
El complejo se encuentra a 28 km de Orense y se llega a él por las carreteras OU-536 y OU-0507 en dirección Ribeira Sacra hasta la desviación para entrar en Santo Estevo, tras atravesar la población se llega al monasterio.

## Historia
Con un origen anterior al siglo X, la primera documentación escrita en que se nombra el monasterio está fechada el 12 de octubre del año 921, en la que el rey Ordoño II autoriza al abad Franquila a realizar la reconstrucción de las dependencia monacales y le concede numerosas posesiones gracias a la intercesión del influyente conde Gutier Menéndez, el padre de san Rosendo, fundador del monasterio de San Salvador de Celanova, que lo describe como un lugar sagrado abandonado y arruinado desde antiguo.
La tradición se ha atribuido su fundación a san Martín Dumiense, San Martiño de Dumio, en el siglo VI, aunque parece que esto es erróneo. Probablemente el origen, como en otros caso similares de monasterios de la Ribeira Sacra, fue un eremitorio creado en el siglo VI, al inicio de la llegada del cristianismo que penetró siguiendo la calzada Vía nova que unía las ciudades de Austurica Augusta (Astorga) y Bracara Augusta (Braga) y otras que enlazaban lo que hoy es Galicia con la meseta, y abandonado tras la invasión musulmana. En el siglo XII ya era el principal monasterio de la región y uno de los principales de Galicia. Inicialmente se rigió por la Regula communis redactada por san Fructuoso aunque en el siglo X pasó a la orden de San Benito.
En el escudo del monasterio hay nueve mitras reflejando el hecho de que entre los siglos X y XI fue el lugar de retiro de nueve obispos, lo que contribuyó a realzar su fama, cuyos anillos se convirtieron en objeto de veneración al ortogarseles propiedades curativas y milagrosas. Esto hizo que durante los siglos X, XI y XII, el monasterio fue muy popular, con las peregrinaciones motivadas por estos 9 obispos al lugar, favoreciendo en todos los aspectos a la institución.
El monasterio prospera por los ingresos que obtiene de las peregrinaciones, las donaciones, la explotación vinícola y los cotos de pesca del río Sil así como por el cobro de por el uso de los puertos y paso fluviales. En el siglo XII con el abad Ramiro Yáñez se incorpora a la Orden benedictina se proyectan las reformas para adaptar la edificación a al nueva regla. A finales de ese siglo se comienzan las obras de la iglesia y después se construye, ya en el siglo siguiente, el claustro de los Obispos.
En el siglo XIII comienza una decadencia, influida por la crisis política que dio lugar la conformación del reino portugués y la unión de los reinos de Castilla y León, y a la económica provocada por la peste negra y las luchas nobiliarias, que terminará con la reforma de la orden de San Benito a inicios del siglo XVI. Tras ello se inicia un periodo de ampliación de instalaciones y reformas que alteran fuertemente su estructura, se construyen los dos claustros renacentistas, dejando solamente algunos restos medievales, principalmente el claustro de los Obispos.
A mediados del siglo XV se decide trasladar los restos de los obispos enterrados en el claustro a la iglesia. Alfonso Pernas ordena, para dignificar la memoria de los obispos y para evitar las interferencias y molestias que la continua visita de peregrinos producía en la congregación monacal, depositar los restos en un arca y trasladarlos a la iglesia. A mediados del siglo XVI, en 1544, con motivo de la realización de un nuevo altar mayor, el abad del monasterio, Fray Víctor de Nájera, decide depositar los restos de los obispos en dos urnas compartimentadas, una de ellas con cinco compartimentos y la otra con cuatro, y depositarlas en sendos relicarios ubicados en cada lado del altar mayor en el presbiterio, la de cuatro compartimentos en el lado de la Epístola y la de cinco en el del Evangelio.
Tras la reforma canónica de los reyes Católicos y el cardenal Cisneros basada en la bula de Inocencio VIII Quanta in Dei Ecclesia de 1487, se incorpora en 1499 a la congregación de San Benito de Valladolid. La falta de vocaciones que se dio en ese periodo llevó que bajo el fray Alonso Pernas, a finales del siglo XV, sólo vivían en el cenobio el abad y un monje. En 1512, tras la bula de Julio II se produce la adhesión del monasterio a la Congregación benedictina de Castilla, creada a iniciativa de los Reyes Católicos por bula de Alejandro VI en 1497 y con casa matriz en el San Benito de Valladolid.
En 1516 son anexionados como prioratos los monasterios vecinos de Santa Cristina de Ribas del Sil y San Vicente de Pombeiro lo que incrementa los ingresos y permite iniciar un plan de ampliación del conjunto monasterial acorde con las nuevas normas comunitarias impuestas por la Congregación que transforman sus conjuntos monasteriales en símbolos de poder dentro de los territorios bajo su dominio, alejándose de los principios de austeridad y pobreza de los primeros tiempos. Se realizan la reforma de los edificios existentes ampliandolos para dar cobijo a la nueva comunidad, cambiando los dormitorios comunitarios por celdas individuales que se ubican en las segundas plantas que se construyen en los claustros, se amplían refectorios, sacristías y hospederías. Las dependencias del abad son ampliadas y se les dota de nuevas infraestructuras que permiten mantener una actividad administrativa y social, se las dota de salas de reunión, biblioteca, cocina privada y dormitorio, y en el caso de Santo Estevo, se le dota de una monumental escalera para el acceso de personalidades.
En 1509 se realizan algunas reparaciones menores de las cubiertas y dependencias. En 1562 hay un incendio que destruye parte de las instalaciones. Sobre la década de 1530 el Capítulo General decide instalar un Colegio de Artes en el que se imparte Filosofía lo que obliga a realizar, aparte de la reparación de los daños del incendio, nuevos espacios, lo que lleva al inicio de una amplia reforma. En 1588 se convierte en Colegio de Artes. La reforma que se realizó consistió en la construcción de la segunda planta del Claustro de los Obispos y la creación del Claustro de los Caballeros y del Claustro del Vivero. Las obra fueron diseñadas por Diego de Isla y se prolongaron hasta el siglo XVIII.
En 1572 Ambrosio de Morales en su obra Viage Santo escribía Santo Estevo de la siguiente manera: 

Es monasterio principal y rico de Monjes Benitos, a la Ribera del Río, que le da nombre, en sitio tan áspero y de tantas montañas como se puede imaginar. Más con mucha frescura de fuentes y arboledas, y extremado aparejo de soledad y contemplación, y siendo tan fragosas aquellas sierras, están todas plantadas de viñas y dan buen vino.

Debido a las desamortizaciones del siglo XIX se produce la exclaustración en 1875. Tras ella el conjunto queda abandonado, los bienes fueron incautados y se dispersaron. La iglesia es convertida en parroquia de la aldea de San Esteban por lo que mantiene su actividad religiosa. El resto del conjunto se va deteriorando hasta entrar en ruina (incluso se desmorona la crujía norte del Claustro Grande).
En 1923 fue declarado Monumento Nacional y en 1956 se realizan los primeros trabajo de consolidación y limpieza de la mano de los arquitectos Luis Menéndez Pidal y Francisco Pons-Sorolla. Se consolidación estructural del Claustro de los Obispos, después se hizo lo mismo en el Claustro Grande y ya a fines de la década de 1970 se renovó la iglesia.
En 1985, tras la aprobación de la Ley de Patrimonio Histórico Español, se declara Bien de Interés Cultural y de la mano del arquitecto José Javier Suances Pereiro se interviene en el Claustro de los Obispos realizando labores de mantenimiento. Se promociona la zona turísticamente realizándose un catálogo del patrimonio arquitectónico de la misma.
En 1986 la Dirección General de Patrimonio Artístico y Monumental de la Junta de Galicia encarga a los arquitectos José Javier Suances Pereiro, Alfredo Freixedo Alemparte y Manuel Vecoña Pérez un proyecto de rehabilitación del conjunto con el objetivo de crear un pequeño albergue-hospedería con ocho habitaciones, salón de actos para doscientas personas y una cafetería que finalmente no vería la luz. En 1987 la Junta propone las instalaciones como sede del Archivo General de la Administración Autonómica, pero también se frustró. Las obras de rehabilitación siguieron en marcha y se contempló subsanar la ausencia del lienzo norte del Claustro grande, del que solo se conservaban las basas, instalando un muro cortina en espejo que resultó muy controvertido, aun cuando seguía fielmente los criterios de reversibilidad y no suponía daño alguno para el monumento, porque reproducía los otros muros del claustro creando un efecto óptico que alteraba las proporciones primigenias al doblar la escala. Otra actuación polémica fue la cubierta de cristal de la escalera que estaba entre el Claustro do Viveiro y el de los Caballeros.
Finalmente en la década de 1990 se inaugura un albergue que recibe la categoría de hotel-monumento al que llaman “O Mosteiro”. Disponía de tres habitaciones colectivas de cuatro literas cada una de ellas y ocho dobles. En 1999 se plantea la rehabilitación para convertir todo el conjunto en un hotel de lujo. El proyecto es firmado por los arquitectos Freixedo Alemparte y Suances Pereiro. El proyecto se basa en la armonía del mantenimiento de los restos antiguos con modernas soluciones constructivas. Los elementos polémicos realizados anteriormente son modificados, el gran espejo del Claustro Grande es sustituido por una pared de cristal que deja ver el interior y se desmonta la cubierta piramidal de la escalera entre los claustros Grande y Pequeño.
En el año 2004 se inauguran las nuevas instalaciones hoteleras que son propiedad de la Junta de Galicia la cual cede a Paradores de Turismo de España su explotación. La iglesia se mantiene como parroquia dependiente de la diócesis de Orense, junto a ella permanecen para el uso ordinario el cementerio, que se sitúa frente a la fachada principal de la iglesia y del monasterio, y la sacristía. A estas depèndncias se añade la casa rectoral que se construye al noroeste del Claustro de los Opispos, con vanos abiertos a la fachada principal, en ángulo con la iglesia.
En el año 2006 el Parador instala un SPA en la planta baja y sótano de la torre noroeste con un jacuzzi en una terraza exterior frente al bosque. En 2009 se colocan treinta y tres paneles informativos estratégicamente ubicados en diferentes puntos del complejo que dan información sobre el monumento y su historia a los huéspedes y visitantes.

## Descripción
El conjunto monacal de San Esteban de Ribas del Sil es amplio e importante. Consta de tres claustros conformados por los edificios monacales y la iglesia. Tiene una gran fachada barroca. Destaca, por su buena conservación, la cocina monacal, una gran estancia cuadrada con el hogar en el centro realizado en piedra sobre cuatro columnas exentas.
El desarrollo que tuvo el monasterio durante el siglo XII y posteriores, en donde se realizaron diferentes reforma hizo que desaparecieran cualquier resto de las instalaciones construidas bajo el abad Franquila. Los restos más antiguos que se conservan son los realizados en el siglo XII bajo el mando del abad Ramiro Yáñez. El Claustro de los Obispos es la construcción más relevante de ese periodo. Este claustro, construido cuando la congregación estaba regida por la Orden de Cluny, se realizó al norte de la iglesia, en lugar de hacerlo en la parte meridional, como era costumbre en los monasterios benedictinos. Esto fue debido a las condiciones orográficas del terreno que obligó a hacerlo en la parte norte de la iglesia y a ubicar las dependencias monacales a su alrededor entre la iglesia y el río, donde los monjes tenían las huertas y viñedos.
Alrededor del claustro se situaba, en el lado oriental, Sala Capitular y frente a ella el refectorio, la cocina y las bodegas; en el ala norte los dormitorios, que eran colectivos y en el piso alto, la biblioteca. Todas estas instalaciones desaparecieron con las reformas efectuadas posteriormente, sobre todo en el siglo XVI cuando se ampliaron las instalaciones y se construyeron los otros dos claustros, ya en estilo renacentista.
Las reformas que se efectuaron a finales del siglo XX principios del XXI para reconvertir el conjunto en hotel recuperando la ruina en la que se encontraba, se basaron en la combinación de materiales y técnicas modernas con las antiguas, usándose cristal y metal, como es el caso de la reconstrucción del lienzo norte del claustro de los Caballeros, manteniendo y mostrando la magnitud del monumento.
La iglesia, que mantuvo su función religiosa como parroquia de la aldea de San Esteban, no sufrió reforma alguna, a excepción de las tareas propias del mantenimiento básico y las intervenciones de restauración

### La iglesia
La iglesia, de estilo románico, se comenzó a construir en el año 1183, tal y como indica la inscripción en el fuste de una columna de la cabecera, pero, tras detener las obras en el siglo XIII, no se terminó hasta el siglo XV cuando se incorporó el monasterio a la Congregación de Valladolid, realizándose los últimos tramos de la nave. Toda la construcción está realizada con sillares de granito.
La fachada principal de la iglesia forma ángulo recto con la entrada del monasterio, solución que se conoce como compás de entrada y es habitual en los monasterios benedictinos. Está orientada hacia el oeste, como es costumbre. Acoge, alrededor de su entrada, el pequeño cementerio parroquial, ya que el templo cumple con la función de parroquia para la población vecina.
El templo es de planta rectangular de tres naves de tres tramos rematada en la cabecera por tres ábsides semicirculares siendo los laterales más altos que el central que es más ancho sobre el que se abre un óculo con un pequeño rosetón, que en su parte externa tiene una franja de pequeños arquillos ciegos con ménsulas y metopas de variada decoración entre la que se distinguen figuras humanas, un Crucificado, leones, arpías, la estrella de David, etc. Las naves están separadas por arcos de medio punto y pilares con columnillas adosadas que recogen los nervios de las bóvedas de crucería. La nave transversal o transepto no sobresale de la planta estando el crucero cubierto por una bóveda de ligadura típicamente gótica, como el resto de la cubierta.
Las bóvedas fueron construidas en siglo XVI sustituyendo a otra anterior de madera, en el transcurso de estas reformas se eliminó el coro bajo ante el crucero y se construyó el coro alto a los pies de la nave comunicando directamente con la galería alta del Claustro de los Obispos en donde se ubicaban las celdas de los monjes.
La fachada principal está enmarcada por dos torres prismáticas construidas a finales del siglo XVII y principios del XVIII con campanas, rematadas por balcones corridos y tejados piramidales. Dos grandes contrafuertes románicos flanquean la portada, sobre la que se ubica un óculo (en algún tiempo se ubicó en el un reloj) que junto al que se halla en el ábside iluminan el interior. Sobre él una hornacina rematada con una cruz en la que hay una figura de san Esteban. El enmarque de la puerta es del último tercio del siglo XVIII. Tras el ábside del lado del Evangelio se halla la ampliación en la se ubica la antesacristía y la sacristía. Construida en 1640 sustituyó a otra de la segunda mitad del siglo XVI. Es un edificio de planta cuadrada cubierto con bóveda de crucería.
El interior
En el interior, destaca el retablo mayor, obra que fue encargada, el 21 de abril de 1593, al escultor leonés, afincado en Galicia, Juan de Angés el Mozo y al pintor Manuel de Arnao. Junto a él se encargaron también otros tres retablos dedicados a san Benito, Nuestra Señora y san Nicolás que se han perdido.
El retablo del altar mayor consta de predela y cuatro cuerpos distribuidos en cinco calles. En la predela o parte inferior, aparecen los evangelistas y los santos Plácido, Mauro, Bernardo, Escolástica, Gertrudis y Lucía.
En el primer cuerpo se sitúa en la calle central el hueco para sagrario que ha sido sustituido por un crucifijo, las hornacinas calles de los extremos están ocupadas por las figuras de san Benito y san Gregorio Magno y en las calles intermedias hay dos relieves con sendas flagelaciones de mártires que no han sido identificados al carecer de atributos, aunque según hipótesis de algunos autores podría tratarse de san Vicente y santa Cristina en referencia a los dos monasterios que fueron asociadas al de San Esteban poco antes de la construcción del retablo.
Las hornacinas laterales del segundo cuerpo están ocupadas figuras de apóstoles que, al haber desaparecido sus atributos, no se pueden identificar, en el centro una imagen de San Esteban como el primero de los mártires y en las calles intermedias sendos relieves en los que aparecen escenas de la Anunciación y de la Adoración de los pastores.
En las calles del tercer cuerpo, en sus laterales están las figuras de san Juan Bautista y santa Catalina, ocupando la calle central un relieve de la epifanía al que rodean, a la izquierda otro que representa la Circuncisión y a la derecha Presentación en el templo.
En el cuarto cuerpo, en el que culmina el retablo, ocupa la calle central una Asunción de María flanqueada a la izquierda con un relieve de Jesús entre los Doctores y la derecha con otro de las Bodas de Caná.
Otra pieza de interés es una talla de realizada en una pieza pentagonal en piedra datada en el siglo XII, que representa a Jesucristo y los doce apóstoles y que fue hallado en uno de los muros del claustro Grande o de los Caballeros. Está labrada por ambas caras y se especula que pueda ser el frontal de un altar o parte de tímpano (tiene una forma que es común en otros tímpanos gallegos). En ambas caras muestra una arquería románica sobre las que se posan las figuras representadas. En una de las caras aparece Cristo en el centro sin más compañía, en la otra aparece flanqueado por los apóstoles. Cristo está coronado con nimbo crucífero (un halo de luz con una cruz inscrita) portando una cruz y bendiciendo. A su derecha esta la figura de Pedro que porta las llaves y los evangelios, seguida de la de Santiago con cuatro conchas de vieira y otras cuatro figuras con báculos y evangelios que no se han identificado. A la izquierda de Cristo están Pablo, con báculo en la mano derecha y filacteria en la izquierda, quizá San Juan, por su aspecto joven y otros cuatro apóstoles no identificados. 
Destaca también la colección de retablos que amueblan el templo.
Durante las labores de restauración de la iglesia llevadas a cabo en la primavera de 2021 se hallaron, al retirar los muebles relicarios donde se ubicaban las urnas con los restos de los obispos, una área de colorida policromía. Las catas realizadas en otras áreas del templo encontraron seis pinturas murales que podría datarse del siglo XV al XVI realizadas, posiblemente, con la técnica de pintura mezzo fresco. Las pinturas está cubiertas con hasta siete capas de cal. Representan el rostro de un posible monje, un ave, un escudo que simula está manchado con restos de sangre tras una hipotética batalla, detalles florales... Todos ellos signos de una pintura mural mucho más extensa.

### El monasterio
Los edificios monacales se ordenan alrededor de tres claustros, el claustro de los Caballeros al que se denomina también de la portería o Grande, el de los Obispos y el claustro pequeño o del Vivero (en gallego do Viveiro). Destaca la soberbia portada barroca que junto a la iglesia y el pequeño cementerio conforman la entrad principal del conjunto monacal.

#### La fachada principal
La fachada principal, como el resto de la edificación, está realizada en sillería de granito gris y junto a la iglesia está dispuesta al compás como era habitual en los monasterios benedictinos. Fue construida a finales del siglo XVII y comienzos del XVIII y es de estilo barroco. Está formada por un cuerpo con tres calles, flanqueadas por dos grandes bandas de aparejo rústico y separadas por cuatro columnas de orden dórico que se alzan sobre pedestales dobles. Las columnas soportan un entablamento de triglifos y metopas y sobre él una gran peineta que culmina con un gran escudo de Castilla y León con águila bicéfala con corona, el imperial de Carlos V. En la calle central, más ancha que las laterales, se abre el vano de la puerta de entrada rectangular enmarcado con molduras y relatado por un frontón triangular partido sobre el que ha dispuesto un balcón.
Las calles laterales son simétricas y consta cada una de ellas de una hornacina, la de la derecha ocupada por una imagen de San Vicente abad y la de la izquierda por una de San Benito. Sobre ellas sendos escudos, en la izquierda el del monasterio cuyo motivo principal son las nueve mitras de los obispos y el de la derecha el de la Congregación de Valladolid.
La escalera de honor
La dependencias que se ubican en esta fachada son la portería y las dependencias del abad. La portería es espacio rectangular cubierto con una bóveda de terceletes y claves decoradas con dibujos de flores y caras. Una gran escalera de honor une la portería con las dependencias abaciales realizadas con gusto palaciego.
La caja de la escalera, que ocupa la altura de las tres plantas del claustro, es de planta cuadrada, presenta peldaños y descansos que se cubren con bóvedas planas que se apoyan en ménsulas perimetrales en los muros. En el centro se abre un hueco definido por pilastras. Todo el conjunto se cubre por una bóveda de crucería trazada a partir de arcos carpaneles haciéndola casi plana construida en el año 1739 que tiene cuatro rosetones decorados.

#### Los claustros
El complejo monasterial gira en torno a tres claustro. Inicialmente, tras las reformas del siglo XII, solo se contaba con el claustro situado al lado de la iglesia, en su fachada norte (o lado del Evangelio), rompiendo con la tradición benedictina debido a la orografía del terreno. En este claustro se enterraron los nueve obispos que en el transcurso de los siglo X y XI se habían trasladado al monasterio para residir allí hasta su muerte. Este hecho le dio el nombre de "Claustro de los Obispos". Posteriormente, en el siglo XVI, se realizó una gran reforma y ampliación, acorde con las nuevas normas de la comunidad y con los tiempos, en los que se construyeron otros dos claustro. Uno de ellos, el denominado "Claustro Grande", "de la portería", "de la hostelería" o "de los Caballeros" está situado tras la fachada principal y el acceso principal del monasterio. Es de estilo renacentista, de forma rectangular y de grandes dimensiones, está destinado a recibir a las visitas. Al lado norte del claustro de los Obispos, se construyó el llamado "Claustro pequeño", "del Abad" o "do viveiro", en referencia a una instalación, una gran fuente que ocupaba toda la superficie del patio, en la que se conservaban diferentes peces como salmones, sábalos, lampreas, anguilas y truchas traídas vivas de las pesqueras del Sil y el Miño.
|                                     | Claustros               |                               |
| ----------------------------------- | ----------------------- | ----------------------------- |
| Claustro grande o de los caballeros | Claustro de los obispos | Claustro pequeño o del Vivero |
| Claustro grande o de los caballeros | Claustro de los obispos | Claustro pequeño o del Vivero |

##### El Claustro de los Caballeros
El Claustro de los Caballeros, Claustro Grande o Claustro de la Portería, es un espacio rectangular de grandes dimensiones y de tres alturas, en su origen solamente eran dos, que se abre en la entrada al conjunto monacal. Da respuesta, entre otras necesidades, a dar espacio al Colegio de Artes que se instaura en el monasterio en 1562, en sus pisos estaban los dormitorios de los estudiantes. Se comenzó a construir en el siglo XVI por Diego de Isla y no se terminó hasta el siglo XVIII, es de estilo renacentista.
La planta baja está realizada con arcos de medio punto que se apoyan en columnas con capiteles dóricos, a excepción de la parte sur que son pseudojónicos, no tiene bóveda. El primer piso está realizado mediante una estructura adintelada que se apoya en comunas de orden jónico y fuste liso rematado, todo ello, con un entablamento con recuadros. La tercera planta, levantada en 1721, forma una galería de arcos de medio punto que se apoyan en sencillos pilares con capitel adosados a pilastras cajeadas.
El centro del claustro tenía una fuente decorada con sirenas, cariátides y, según ascendemos, a Eros con dos águilas sobre su cabeza. Esta fuente, tras el abandono del monasterio por la Desamortización de Mendizábal en 1836, fue traslada y ubicada en la plaza del Hierro de Orense en 1856. El monasterio de Oseira ha venido reclamando, erróneamente, que la fuente es en realidad suya. En 1997 el ayuntamiento de Orense hizo una réplica de ella que instaló en el patio de los Medallones de Oseira a modo de resarcimiento. Junto a esta fuente se llevó a la capital otra, seguramente de alguno de los otros dos claustros, y varios remates de piedra.
Tras el abandono del monasterio en el siglo XIX la panda norte se derruyó quedando solamente las basas. En las rehabilitación llevada a cabo a finales del siglo XX de la mano de los arquitectos José Javier Suances, Alfredo Freixedo Alemparte y Manuel Vecoña Pérez, se optó por crear un muro de cortina en espejo que reproducía los otros muros que conforman el claustro produciendo el efecto óptico de doblar el tamaño de este. La reforma realizada para la construcción del hotel se optó por sustituir el muro de espejo por otro acristalado con perfiles metálicos en bronce. Los huecos de la panda este están en la actualidad cerrados y en algunos de ellos se abren ventanas.

##### El claustro de los Obispos
El Claustro de los Obispos, también llamado de la Profesiones, es el claustro reglar del cenobio. Fue construido bajo el mandato del abad Ramiro Yáñez tras la incorporación del monasterio a la Orden benedictina en la segunda mitad del siglo XII. Para adecuar las viejas instalaciones del cenobio construidas en tiempos del abad Franquila, se plantea una reforma integral de las mismas. Tras dar inicio a la construcción de la iglesia a finales del siglo XII, se realiza en su cara norte el claustro, las características orográficas obligan a esta ubicación del claustro aun cuando los habitual en los monasterios benedictinos es ponerlo al otro lado, al lado de la Epístola, pero lo impide el escarpe de la montaña. Se diseña una claustro de estilo románico de una sola altura y de planta cuadrada, comunicado con la iglesia mediante una puerta en el ángulo sureste. Alrededor del claustro se organizan las dependencias monacales, la sala capitular se estableció en la panda este, frente a ella, en la otra panda, la oeste, el refectorio, la cocina y las bodegas y en la norte los dormitorios, sobre los que se situaría la biblioteca. En este nuevo claustro se dio sepultura a los cuerpos de los nueve obispos que llegaron al cenobio entre el siglo X y siglo XI y que ya tenían fama de santos y milagrosos y atraían a multitud de peregrinos, este hecho es el que le da el nombre de "Claustro de los Obispos". A mediados del siglo XVI, tras el incendio de 1562, se reconstruye el claustro y se le dota de un piso más, este de estilo tardogótico con arcos campanales y columnas pequeñas, donde se ubicarían las celdas de los monjes en el lado este. 
El piso inferior es de estilo románico, está realizado mediante arcos de medio punto que se apoyan en pilares y columnas germinadas con capiteles decorados con motivos vegetales, arpías cabezas humanas y cuadrúpedos. Hay un arco me dio pùnto tapiado junto a otro que da paso a la escalera de subida al claustro alto y que debía ser la entrada a la antigua sala capitular que tienen capiteles interesantes, uno representa una arpía con una gran cola que forma un nudo y otro el Sacrificio de Isaac, un ángel sujeta la espada de Abraham cuando éste va a degollar a su hijo, datados en el tercio del siglo XIII. En la bóveda, entre dos boceles se puede ver una figura con un libro que podría representar a un apóstol, que se estima hacer referencia a la sala capitular y la lectura y formación espiritual que tanta importancia le daban los benedictinos.
La cubierta del piso bajo originalmente era de madera, con la reforma del XVI se construyó una bóvedas de terceletes que obligó a cerrar algunos arcos y a añadir contrafuertes exteriores rematados con pináculos, dando el aspecto que actualmente tiene el claustro.
El claustro alto no sigue el ritmo de la arquería del bajo. Está formado por vanos que se abren en arcos carpaneles o apainelados dobles que se apoyan en finas columnas. Sobre ellos hasta 1654 había una cornisa que fue eliminada para elevar unos muretes en los que se abren óvalos, sobre él se ubica un entablamento sobre el que aparece una crestería flamígera que remata el conjunto con pináculos en los ejes de los contrafuertes.

##### El Claustro Pequeño odel Vivero
El Claustro Pequeño, también llamado "del Abad" o "del Vivero", está adosado al lado norte del Claustro de los Obispo. En torno a él se ubicaron los servicios del monasterio y las dependencias del abad que se hallaban en el lado sur, tras ellas se ubicaba las nuevas cocinas que se comunicaban con el refectorio situado en la crujía este. En la parte oeste está el paso que lo une al Claustro Grande y una gran escalera que comunica la pisos de los tres claustro. Sobre la el refectorio estaban los dormitorios de los frailes. El patio del claustro estaba ocupado íntegramente por una fuente con un gran estanque en el que los monjes mantenían vivos peces que traídas de las pesqueras del Sil y el Miño. Allí conservaban salmones, sábalos, lampreas, anguilas y truchas.
El Claustro Pequeño se levantó a instancias del abad fray Mauro de Salazar a fines del siglo XVI, en el año 1595. La obra fue dirigida por Diego de Isla aunque se cree que no era de su autoría, se intentó introducir elementos clásicos italianos por lo que en el proyecto presentado a Diego Isla se le imponía que fuese «de orden toscano en los arcos de la planta baja, con columnas dóricas en la planta alta». Es de planta cuadrada y tiene dos alturas. Ambos pisos se levantan sobre arcos de medio punto con columnas toscanas en la parte baja y dóricas en la alta, posteriormente se modificaron 16 arcos de la galería alta para convertirlos en vanos adintelados.
En la parte sur se ubica la cocina, una estancia de planta cuadrada cubierta con nueve compartimentos abovedados con el central apoyado en cuatro machones. Una gran chimene, realizada en cantería, conformada por una bóveda cupuliforme sobre pechinas. Comunicada con la cocina mediante una sala intermedia se hallaba el refectorio, una gran sala rectangular que ocupaba todo el lado este cubierta con una bóveda de cañón, sobre él los dormitorios de los monjes. Tras el incendio de 1562, que destruyó toda la documentación del monasterio, se construyó en el ángulo nordeste del Claustro Pequeño un torreón para el archivo monasterial.

## Los nueve obispos y sus anillos
En el transcurso de los siglos X y XI se retiraron al monasterio de San Esteban de Ribas de Sil nueve obispos procedentes de algunas diócesis más o menos cercanas. Tras fallecer fueron enterrados en el cenobio. Cuando se realizó la construcción del Claustro de los Obispos, en la primera mitad del siglo XIII, se trasladaron sus restos al mismo, el nombre del claustro viene de este hecho, donde permanecieron hasta que en el siglo XV se trasladaron a la iglesia.
La hipótesis más aceptada es que los obispos se llegaron a San Esteban huyendo del avance musulmán por la península ibérica, aunque también pudiera ser que buscarán vida sencilla ajena a la sociedad terrenal renunciando a los valores mundanos. De todas formas, los nueve obispos han sido de importancia fundamental para el cenobio al adquirir fama de santidad y ser objeto de peregrinación. Tanto es así que el escudo de armas del monasterio está compuesto de nueve mitras en referencia a los nueve obispos. Los anillos episcopales de estos obispos se guardaron en una caja de plata y adquirieron, como quienes los habían usado, fama de milagrosos y de tener poderes curativos, siendo utilizados para tratar diferentes dolencias y males hasta su desaparición a finales del siglo XVIII principios del XIX.
La primera referencia documental sobre la llegada de los obispos y su enterramiento en el monasterio se hace en un documento del siglo XIII en el que, en el año 1220, en el que el rey Alfonso IX de León realiza unas donaciones al monasterio y dice: 

Doy y concedo al monasterio de San Esteban, y de los nueve cuerpos de los santos obispos que allí están enterrados, por quienes Dios hace infinitos milagros, todo lo que pertenece y debe pertenecer al derecho real en todo el coto del monasterio citado.

.
En un documento del siglo XVI aparece por primera vez el nombre y la diócesis de procedencia de los obispos que están enterrados en el monasterio, estos son:
- Vimarasio, de la diócesis de Orense.
- Ansurio, de la diócesis de Orense.
- Servando, de la diócesis de Iria (Actualmente Portugal).
- Viliulfo, de la diócesis de Iria.
- Pelayo, de la diócesis de Iria.
- Alfonso, de la diócesis de Astorga y Orense.
- Gonzalo, de la diócesis de Coímbra (actualmente Portugal).
- Osorio, de la diócesis de Coímbra.
- Froelengo, de la diócesis de Coímbra.
- Pedro, del cual se desconoce la diócesis.

La fama de santidad de estas figuras adquirieron desde muy temprano llevó a que el monasterio de San Esteban de Ribas de Sil fuera destino de peregrinación y objeto de abundantes donaciones, lo que propició el desarrollo económico del mismo y su crecimiento, que tras la entrada en la orden benedictina en el siglo XII propició la reforma integral del mismo. La interferencia que la llegada de peregrinos a las tumbas de los obispo ya ubicadas en el claustro provocaba en la comunidad monacal que tenía entre sus votos el recogimiento y el silencio, hizo que en el siglo XV, en 1463 bajo mandato del abad Alonso Pernas, trasladaron sus restos, en un único relicario, a la zona del altar mayor de la iglesia. Tras la realización del retablo del altar mayor, en 1544 se repartieron los restos en dos urnas compartimentadas destinando cada compartimento a un individuo, una de ellas, con cuatro compartimentos, fue depositada en el lado de la Epístola del altar mayor y la otra, que tiene cinco compartimentos, en el lado del Evangelio. Estas urnas son de estilo manierista, propio del siglo XVII aunque con policromía, posiblemente, posterior.
Los anillos se depositaron en una caja de plata y se trataron como reliquias, como objetos de veneración con poderes milagrosos y sanadores. Aun cuando ninguno de los obispos han sido canonizados formalmente, el 26 de enero, aniversario de la muerte del obispo Ansurio en 925, es el días en que se veneran como santos. En el siglo XVII se inició un proceso de canonización que no se llegó a completar.

### Los anillos
Los nueve anillos pertenecientes a los obispos, guardados en una caja de plata, y custodiados por la comunidad de monjes de San Esteban fueron objeto de veneración por los creyentes que llegaban al monasterio buscando la curación o el milagro que dichos objetos les podrían proporcionar. Los anillos se pasaban por el cuerpo de los enfermos o se metían en agua que después se bebía para que así sus poderes pudieran producir los beneficios buscados.
El poder milagroso y curativo de los anillos se hizo popular y se documentaron varios milagros y curaciones, se documentaron por escrito varios de estos hechos entre los que destaca la curación de una niña ciega de nacimiento y la de un tullido que llevaba en cama más de un año. También se recoge que el día del traslado de los restos de los obispos a la iglesia los trabajadores no se cansaron y algún tullido recobró la salud. Los anillos han sido relacionados con el proceso informativo canónico abierto en 1622 que trató sobre la vida, milagros y veneración y culto público de los cuerpos y reliquias de los siervos de Dios.
A finales del siglo XVIII y principios del siglo XIX desaparecen y, tras el periodo de desamortizaciones del siglo XIX que llevó a la exclaustración y al abandono del monasterio, se va olvidando su existencia real convirtiéndose en leyenda la historia de las curaciones realizadas por los ancestrales anillos episcopales.
En julio de 2020 la Junta de Galicia emprende un proyecto de restauración de la iglesia de San Esteban, dentro de un programa recuperación, restauración y puesta en valor del equipamiento cultural de la Ribera Sacra con el objetivo de que opte a ser declarado Patrimonio Mundial por la Unesco en 2021. Una de las actuaciones contempladas es la de la restauración del retablo del altar mayor que se realiza durante el año 2019 por el Centro de Conservación y Restauración San Martín de Orense.
El 23 de noviembre de 2019, cuando actuaba sobre la urna relicario ubicada en el lado izquierdo del retablo (en el lado del evangelio) tras retirar los huesos que estaban depositados en los diferentes departamentos en los que se divide el relicario, apareció una bolsa de seda bordada en oro, en la que se hallaron cuatro anillos y dos notas una en papel de 1785 y otra, una especie de etiqueta en pergamino, del siglo XVI ambos dicen 

Estos cuatro anillos son de los que quedaron de los nueve Santos Obispos. Son los que han quedado. Los demás desaparecieron. Por ellos se pasa agua para los enfermos y sanan mu(chos)”.

Los anillos se hallaron cuando se procedía a vaciar la urna relicario para su posterior restauración. Estaban presentes el párroco de la iglesia Xosé Xulio Rodríguez Fernández y Camilo Salgado miembro del obispado de Orense y Vania López, la directora técnica del Centro de Conservación y Restauración San Martín y responsable de la restauración. Vania López relata el hallazgo de la siguiente manera 

Después de que dos sacerdotes retirasen los huesos apareció otra bolsa que por el aspecto pensé que podía contener otra cosa, pero no me imaginaba que pudiesen ser los anillos […] Sentí muchísima alegría. Yo llevo muchos años dedicada a la restauración y esto no es una cosa que pase normalmente. Yo fui la primera que tuve los anillos en las manos y, evidentemente, la emoción no se puede describir.

Los anillos hallados son anillos episcopales, de factura sencilla, esencial, plata fundida con otro metal (se cree que están tratados con azufre para cambiar su coloración) y alguno presenta un baño dorado. El más pequeño tiene 20 milímetros de diámetro y ha perdido su piedra, otro de 23 milímetros se adorna con lo que puede ser una turquesa y los otros dos, de 23 y 27 milímetros de diámetro, llevan piedras de color blanquecino o crema. Una de la piedras está marcada pero no se sabe si por desgaste o se que la piedra haya sido tallada a modo de sello. Las piezas fueron estudiadas por un equipo de investigación del Instituto de Historia dependiente del Consejo Superior de Investigaciones Científicas, dirigido por Therese Martin.
Los anillos son custodiados en el archivo de la catedral por el obispado de Orense, el delegado episcopal de Patrimonio y Bienes Culturales de ese Obispado, Luis Manuel Cuña, indicaba que 

hasta que no lo verifiquemos, a través de investigadores especializados en joyas medievales e incluso restauradores del Vaticano, no podremos confirmar su autenticidad […] los documentos que venían con los anillos son una prueba bastante fehaciente de su validez; una suerte de certificado de calidad.

## Galería de imágenes

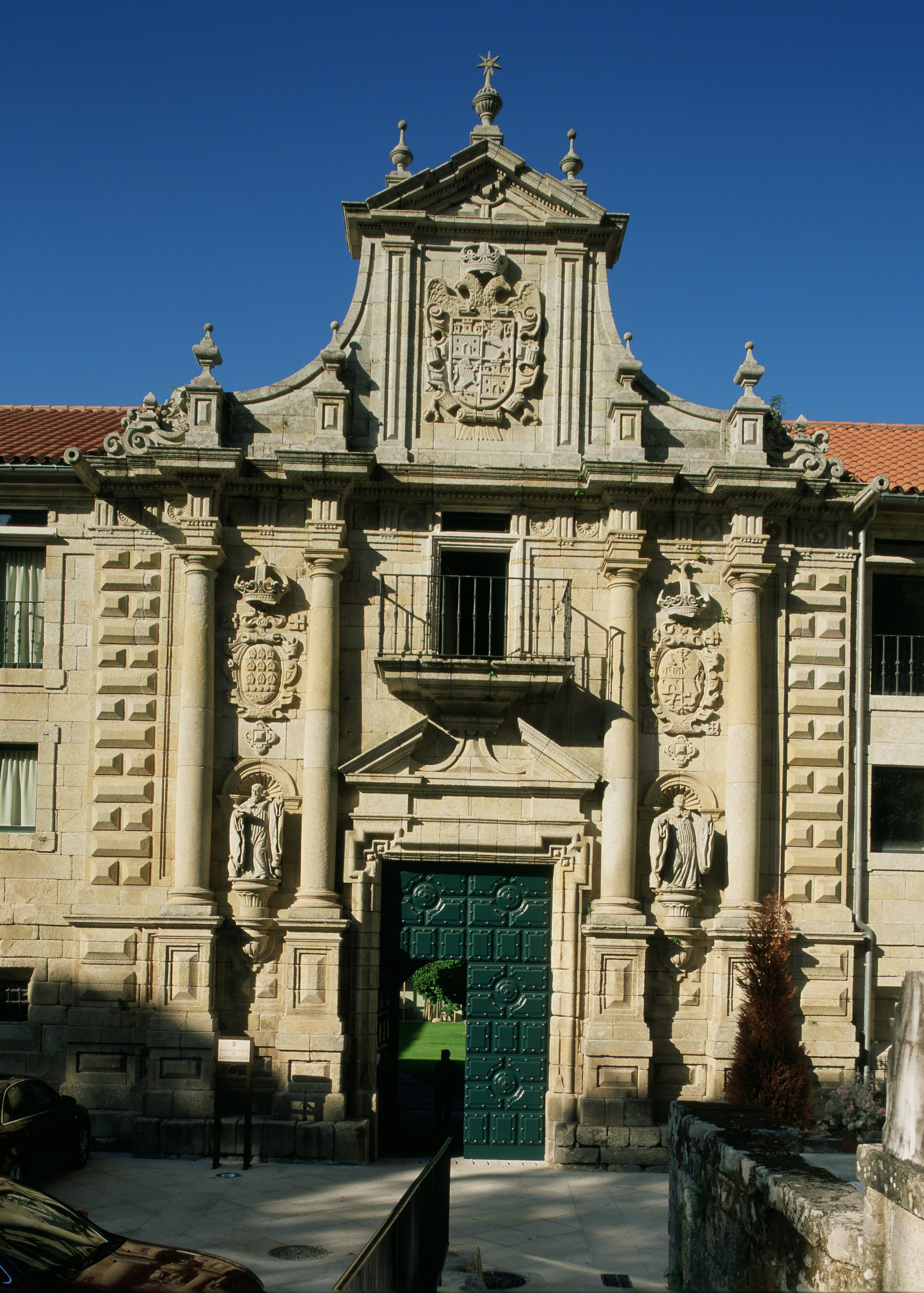
Entrada al monasterio.
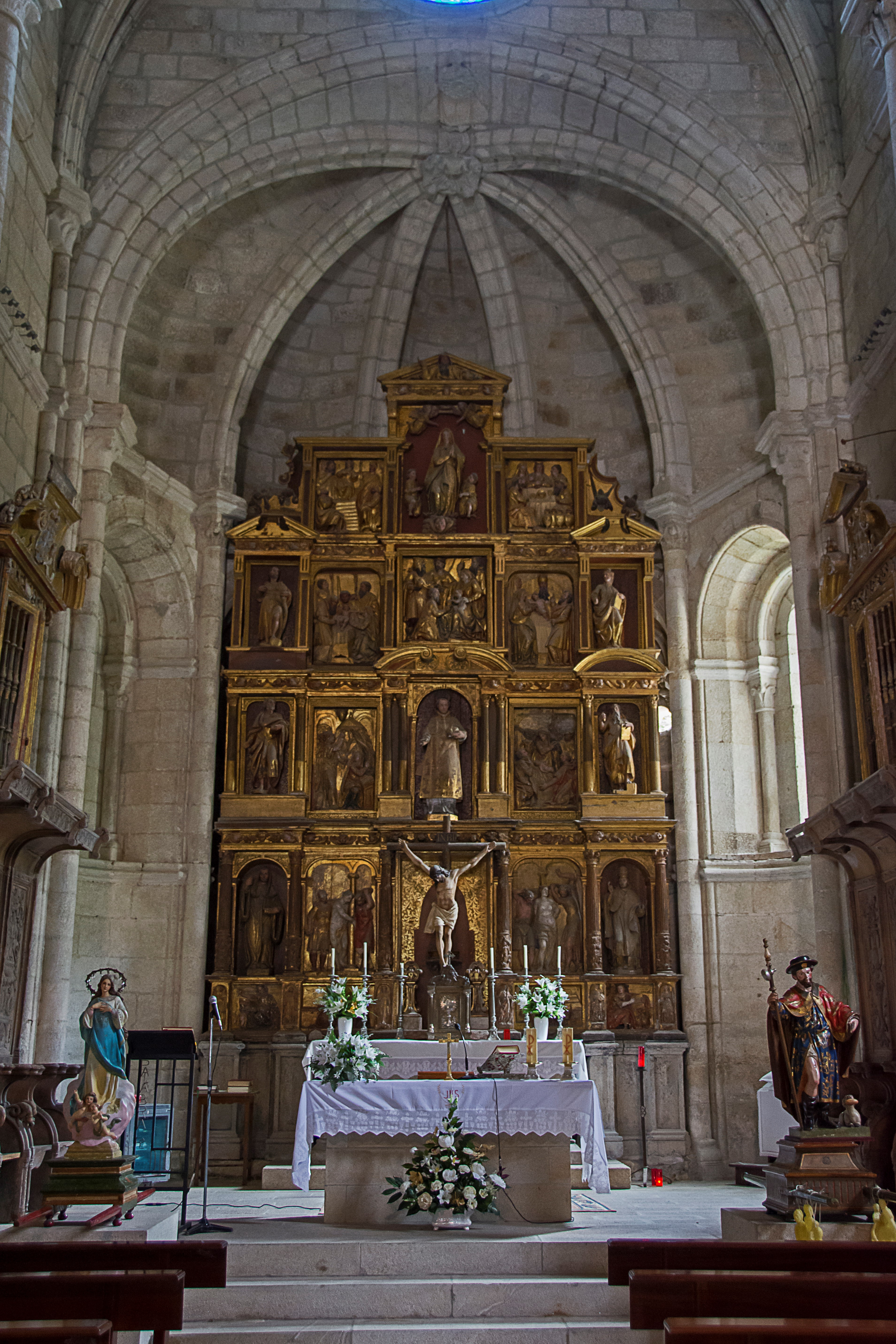
Retablo mayor de la iglesia.
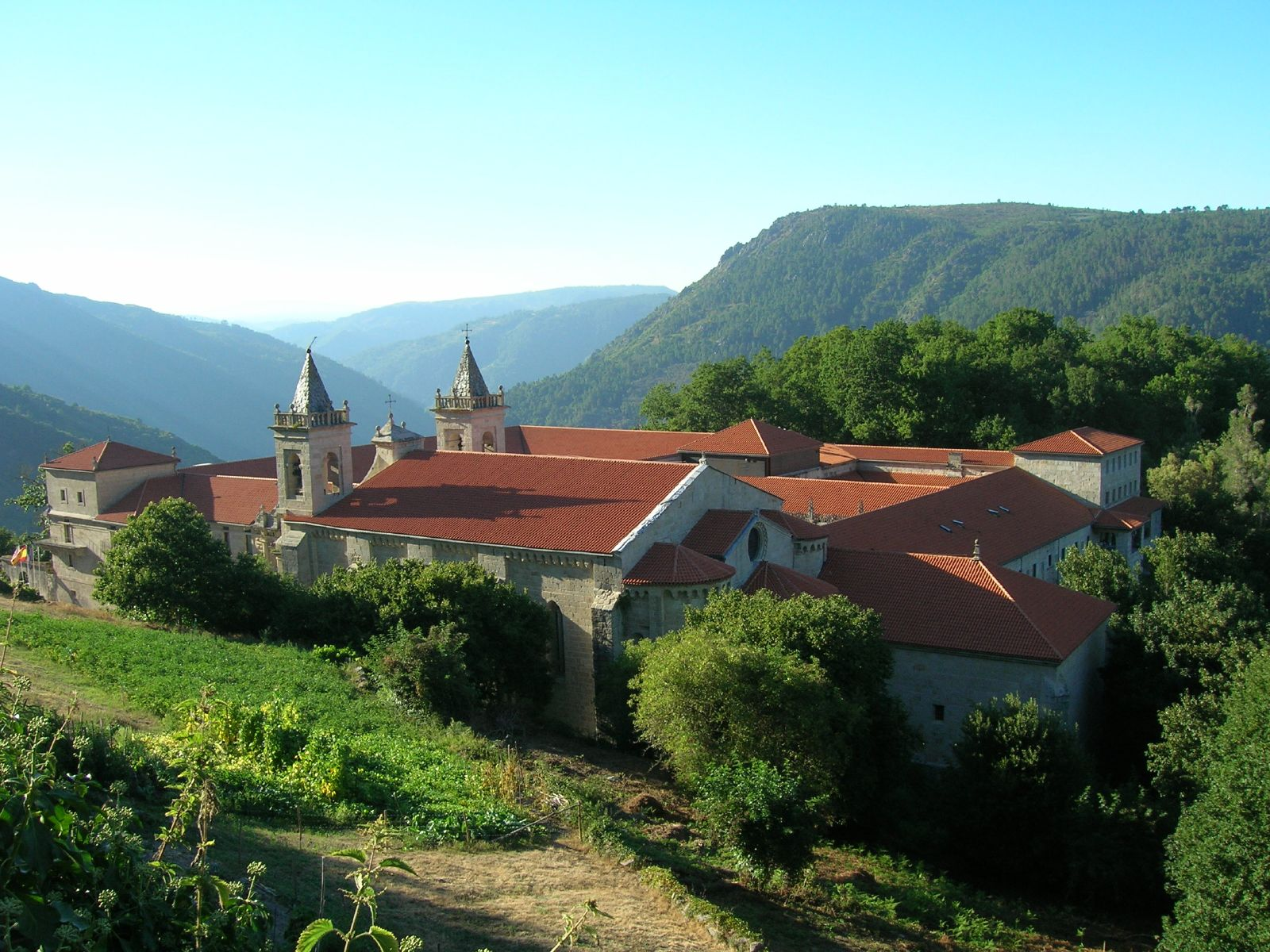
Vista lejana.
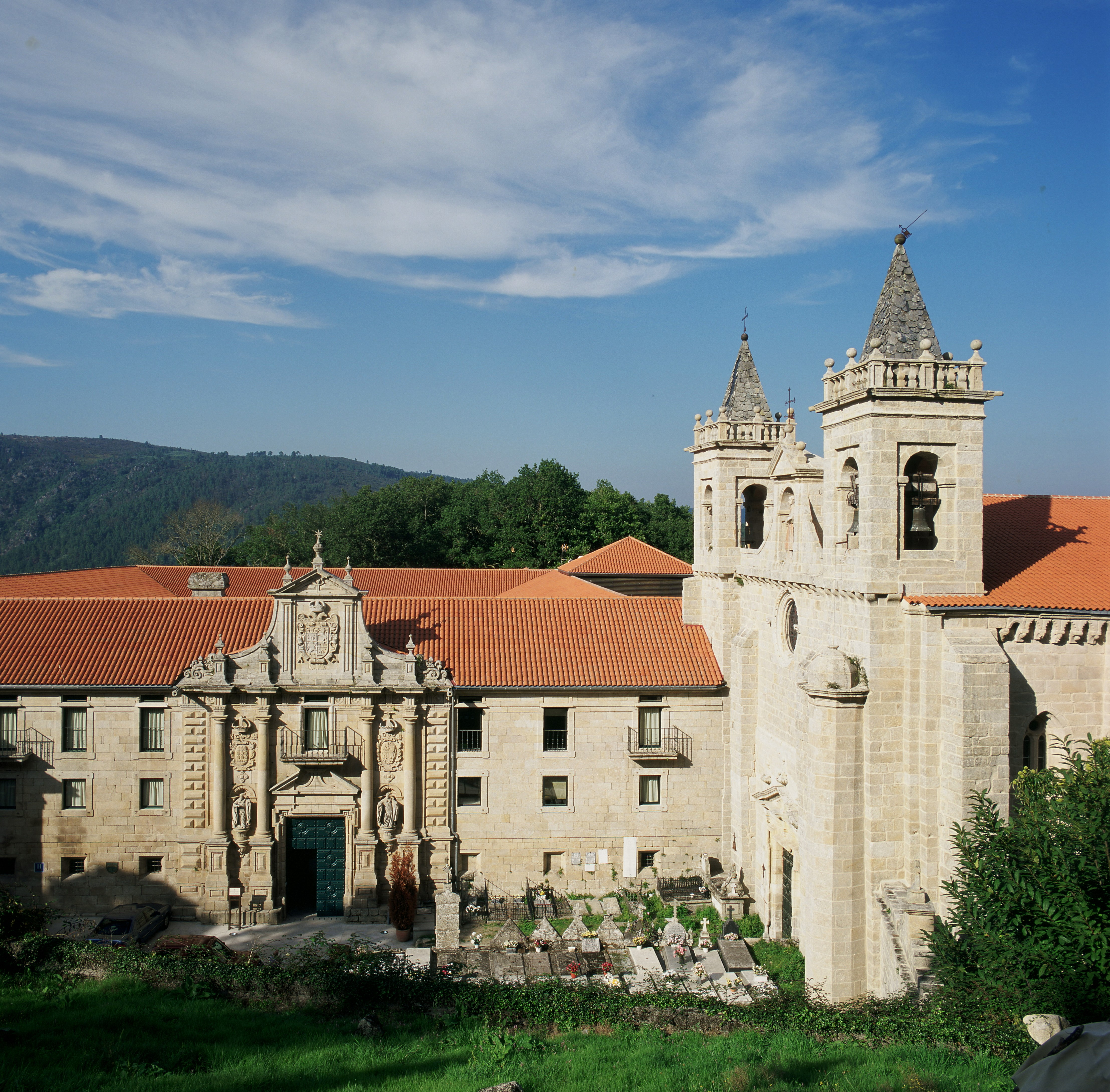
Detalle de la entrada al monasterio.
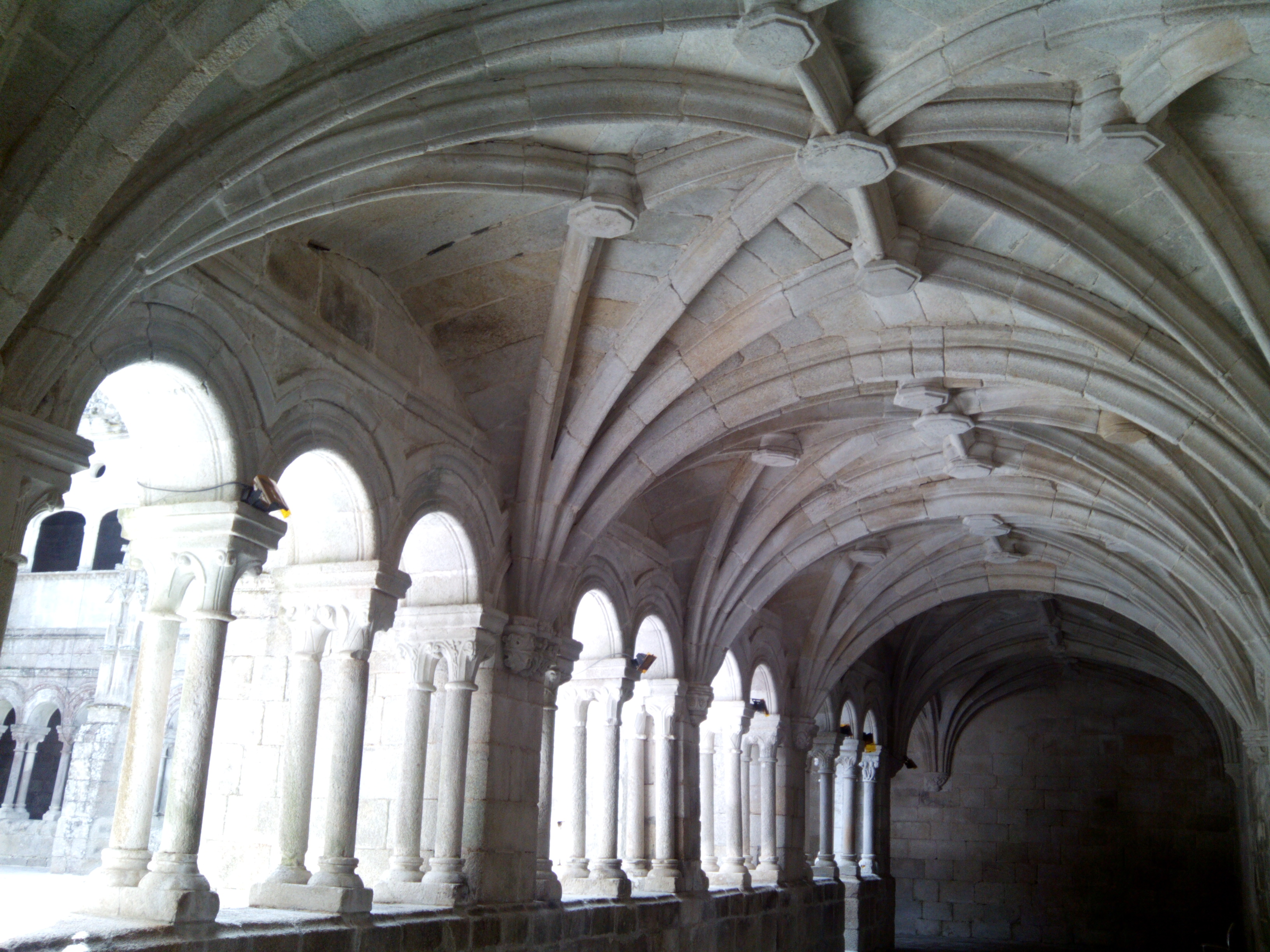
Detalle de la bóveda del claustro de los Obispos.
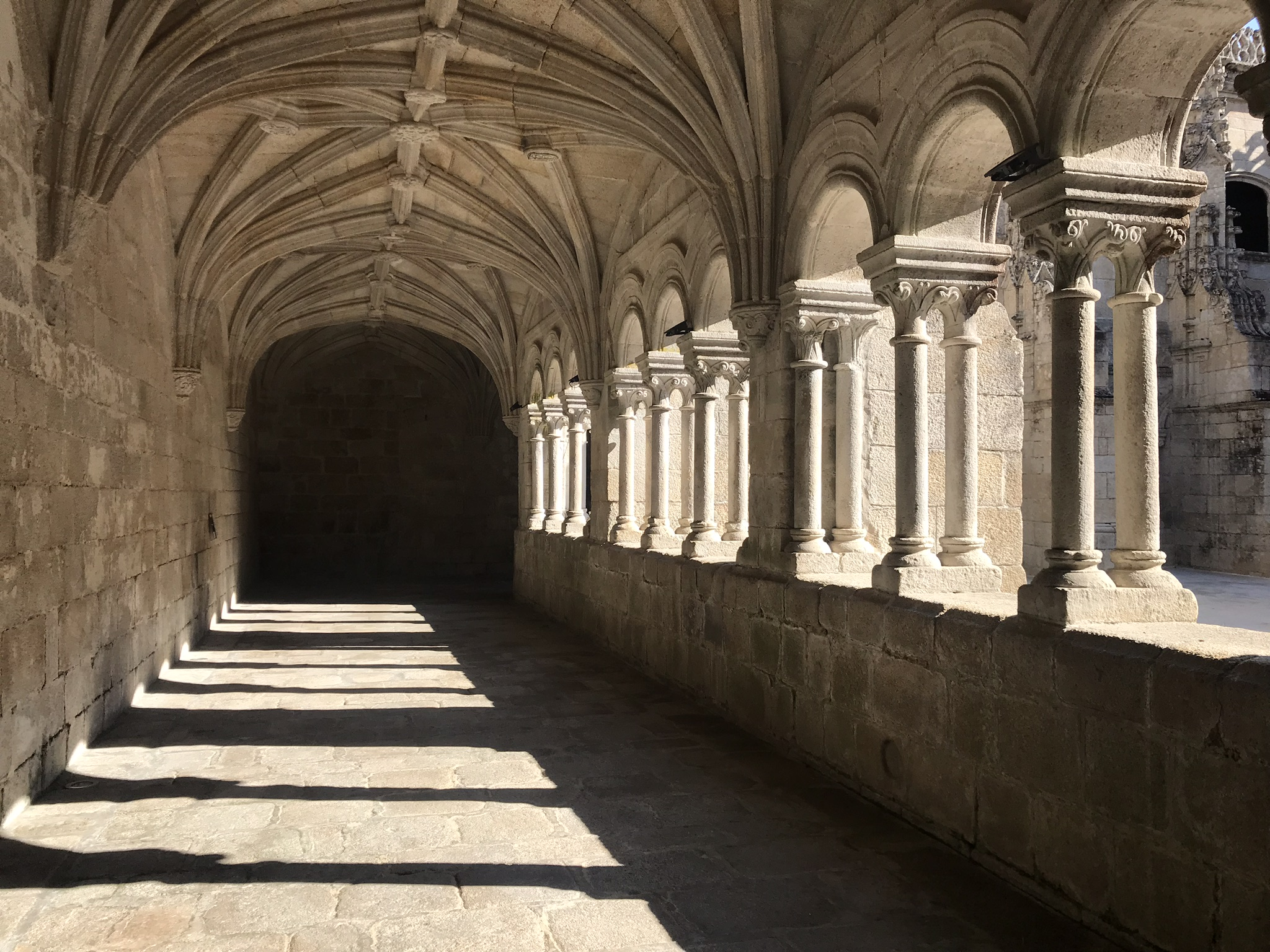
Claustro de los obispos.

## El Parador de Santo Estevo
Tras la reconversión del complejo monacal como hotel y su inauguración en 2004 la Junta de Galicia cedió la explotación del mismo a la empresa pública Paradores de Turismo de España fundada en 1928 con la finalidad de explotar alojamientos hoteleros ubicados en edificios singulares por su relevancia histórica o cultural.
El complejo hotelero está calificado como de cuatro estrellas y cuenta con 77 habitaciones, todas ellas diferentes, distribuidas por los tres claustros y con vistas a los bosques circundantes y al río Sil. Cuenta con un restaurante con terraza al lado del bosque de castaños, una cafetería con terraza en el claustro Grande o de los Caballeros, salones para eventos y un SPA con circuitos termales, servicio de masajes y una terraza exterior con vistas a los cañones del Sil con jacuzzi.